# Franck Etoundi
Franck Etoundi (Douala, 30 de agosto de 1990) é um futebolista profissional camaronês que atua como atacante.

## Carreira
Franck Etoundi representou o elenco da Seleção Camaronesa de Futebol no Campeonato Africano das Nações de 2015.